# Mieczysław Haller
Mieczysław Hallenburg Haller (ur. 1877, zm. 22 czerwca 1917 w Dol. Otlicy) – polski ziemianin, oficer C. K. Armii.

## Życiorys
Urodził się w 1877. Wywodził się z rodu Hallerów. Był wnukiem Józefa Hallera (1783–1850), synem Władysława Hallera de Hallenburg (1834-1897) i Lucyny z domu Urbańskiej (ur. 1844 lub 1845, zm. 1926); miał trzech braci, w tym Stanisława Hallera (1872-1940, także oficer wojskowy) oraz dwie siostry oraz był kuzynem gen. Józefa Hallera.
Uczył się w szkole w Krakowie. Został zawodowym wojskowym C. K. Armii. W kawalerii został mianowany porucznikiem z dniem 31 sierpnia 1900. Był oficerem 2 pułku ułanów w Tarnowie. Około 1903 był słuchaczem 1 rocznika na kursie w 7 Wojskowym Instytucie Jazdy Konnej, a około 1904 był urlopowany z pułku. Został awansowany na stopień nadporucznika w rezerwie kawalerii z dniem 1 listopada 1905. Od tego czasu był rezerwistą 2 pułku ułanów jako były oficer zawodowy do około 1912.
Zamieszkiwał w miejscowości Polanka Haller, której był właścicielem. Przejąwszy po ojcu gospodarstwo doprowadził do wysokiego stanu. Był członkiem Towarzystwa Kółek Ziemian, członkiem wydziału Towarzystwa rolniczego w Wieliczce. Był kuratorem Fundacji im. Józefa Antoniego Hallera.
Po wybuchu I wojny światowej został zmobilizowany do armii austriackiej i powołany do służby w pułku pospolitego ruszenia nr 16, w szeregach którego został komendantem kompanii. Od sierpnia 1914 uczestniczył w działaniach bojowych, biorąc udział w walkach nad Wisłą w Królestwie oraz w Galicji. Od listopada wraz z 16 pułkiem przebywał w fortecy Kraków, skąd brał udział w dwóch akcjach wypadowych (w pierwszej z niej został lekko ranny). Po wycofaniu Rosjan wraz z pułkiem dotarł za nieprzyjacielem do rzeki Nidy, po czym rozchorował się. Służył w stopniu kapitana pospolitego ruszenia. 
Po powrocie do zdrowia został mianowany komendantem batalionu, przebywającego w Przemyślu i w Krakowie. Jesienią 1916 powrócił do służby frontowej. Wraz ze swoim batalionem (wyćwiczonym w Krainburgu) został przydzielony do pułku piechoty pospolitego ruszenia nr 32. Podczas dziesiątej bitwy nad Soczą na froncie włoskim nocą 25/26 maja 1917 jego batalion połączył się z pułkiem. Został mianowany przez komendanta pułku Pernera dowódcą 1 batalionu. W trakcie potyczki z siłami włoskimi 30 maja 1917 w okolicach Vodic został postrzelony w klatkę piersiową (płuca) (według innej wersji w pułku piechoty pospolitego ruszenia nr 32 służył w 1 kompanii karabinów maszynowych). Według różnych źródeł wojskowych do końca życia był kapitanem pospolitego ruszenia Obrony Krajowej lub rotmistrzem w rezerwie. Zmarł od ran 22 czerwca 1917 w szpitalu polowym w Dol. Otlicy pod Soczą. Tam na wiejskim cmentarzu został pierwotnie pochowany. Został pochowany w Krzęcinie 31 października 1917 w pogrzebie przy udziale m.in. biskupa Anatola Nowaka.

## Odznaczenia
- Order Korony Żelaznej III klasy z mieczami – pośmiertnie (1917)[27]
- Brązowy Medal Jubileuszowy Pamiątkowy dla Sił Zbrojnych i Żandarmerii (przed 1899)[10]
- Krzyż Jubileuszowy dla Cywilnych Funkcjonariuszów Państwowych (przed 1909)[21]